# Alytes dickhilleni
Alytes dickhilleni – gatunek płaza bezogonowego z rodziny ropuszkowatych (Alytidae), endemit Hiszpanii zagrożony wyginięciem.

## Występowanie
Występuje w górach Sierra Nevada na południu Hiszpanii, na wysokości od 700 do 2510 m n.p.m. Zamieszkuje na terenach lasów dębowych i sosnowych, a także na terenach otwartych, skalistych. Dorosłe osobniki przebywają najczęściej w szczelinach skalnych i pod kamieniami w pobliżu zbiorników wodnych – zarówno stojących, jak i cieków wodnych.

## Opis
Niewielka ropuszka o długości 3,2 do 5,6 cm. Ciało bardzo krępe, głowa duża z krótkim pyskiem. Widoczna błona bębenkowa. Skóra ziarnista z małymi brodawkami. Kończyny tylne dłuższe niż całe ciało, na dolnej stronie stóp trzy guzki (modzele). Ubarwienie grzbietu szare, z jasnoszarymi plamami i licznymi drobniejszymi plamkami koloru czarnego, co sprawia wrażenie, że skóra jest pokryta kurzem. Brzuch jaśniejszy, białawy.

## Tryb życia
Ropuszka jest aktywna o zmierzchu i w nocy. Żywi się drobnymi bezkręgowcami: pająkami, muchami, mrówkami, drobnymi skorupiakami. 
Rozród odbywa się w okresie od sierpnia do listopada. Samica nosi złożone jaja na swoim grzbiecie do momentu wylęgu, który odbywa się w górskich strumieniach. Kijanki pozostają w wodzie od trzech do nawet szesnastu miesięcy, z zależności od wysokości nad poziom morza cieku wodnego, w którym przebywają.